# 미르사드 발리치
미르사드 발리치(보스니아어: Mirsad Baljić, 1962년 3월 4일, SR 보스니아 헤르체고비나 사라예보 ~)는 보스니아의 전직 프로 축구 선수로, 현역 시절 좌측 수비수로 활약했다.
그는 "씹는 껌"(Žvaka)이라는 별칭으로 알려져 있는데, 그는 별명처럼 경기 도중 자주 껌을 씹곤 했다.

## 클럽 경력
발리치는 사라예보의 유소년부에서 축구를 시작했고, 건강 문제로 잠시 축구를 중단했었다. 복귀 후, 그는 연고지의 경쟁 구단인 젤레즈니차르에 재능을 입증받아 입단해 1군 출전 기회를 잡았다. 그는 1980년 18세의 나이로 리그 첫 경기를 치렀다. 그의 젤레즈니차르에서의 최대 성과는 1984-85 시즌에 이비차 오심 감독의 지도를 받아 UEFA컵 4강에 진출한 것이었다.
1988년, 발리치는 스위스 리그의 시옹으로 이적해 1992년까지 활약했고, 이후 취리히로 둥지를 옮겼다. 취리히에서 2년을 보낸 그는 루체른으로 다시 이적했다. 발리치는 1995년에 로카르노에서 은퇴했다.

## 국가대표팀 경력
발리치는 유고슬라비아 올림픽 선수단 일원으로 U-21 선수단과 함께 출전했다.
1984년 3월, 그는 헝가리와의 친선경기에서 유고슬라비아 국가대표팀 첫 경기를 치렀고, 총 29번의 국가대표팀 경기에 출전해 2번 골망을 흔들었다. 발리치는 유고슬라비아의 유로 1984와 1990년 월드컵 선수 명단에 자신의 이름을 올렸다. 그의 마지막 국가대표팀 경기는 서독과의 1990년 월드컵 6월 본선 경기였다.
| 유고슬라비아 국가대표팀 | 유고슬라비아 국가대표팀 | 유고슬라비아 국가대표팀 |
| 연도                    | 출장                    | 골                      |
| ----------------------- | ----------------------- | ----------------------- |
| 1984                    | 4                       | 0                       |
| 1985                    | 7                       | 2                       |
| 1986                    | 5                       | 0                       |
| 1987                    | 6                       | 0                       |
| 1988                    | 2                       | 0                       |
| 1989                    | 2                       | 0                       |
| 1990                    | 3                       | 0                       |
| 합계                    | 29                      | 2                       |

연도별 국가대표팀 경기 출전 기록 출처:
| # | 날짜            | 경기장                           | 상대 | 점수 | 결과 | 대회     | 주    |
| - | --------------- | -------------------------------- | ---- | ---- | ---- | -------- | ----- |
| 1 | 1985년 1월 20일 | 인도 코치 마하라자 대학교 경기장 | 이란 | 1–0  | 3–1  | 친선경기 | [ 6 ] |
| 2 | 1985년 1월 20일 | 인도 코치 마하라자 대학교 경기장 | 이란 | 2–0  | 3–1  | 친선경기 |       |

## 사생활
발리치는 스위스에서 생계를 꾸리고 있다. 그의 아들 오마르도 축구 선수로, 스위스 청소년 국가대표팀 출전 경험이 있다.

## 수상
- 나치오날리가 A: 1991–92
- 스위스컵: 1990–91

유고슬라비아
- 하계 올림픽 동메달: 1984